# Pairisadès IV
Pour les articles homonymes, voir Pairisadès.
Pairisadès IV Philométor (grec ancien : Παιρισάδης Δ' Φιλομήτωρ, Pairisádēs IV Philomḗtōr) est un roi du Bosphore ayant régné d'environ 170 à 150 ou de 150 à 125 av. J.-C.

## Origine
Pairisadès IV est le fils du roi Pairisadès III et de la reine Camasarye Philotecnos.

## Règne
Après la mort de son père vers 170 ou 150 av. J.-C., Pairisadès IV règne conjointement avec sa mère la reine Camasarye Philotecnos ; c'est à cette époque qu'il s'attribue l'épithète Philométor comme son contemporain le lagide Ptolémée VI.
Il est connu par une inscription :

« Παιρισάδου. Καμασαρύης. ̉Αργότου. Ύπὲρ ἄρχοντος καὶ βασιλέως Παιρ[ι]σάδου τοῦ βασιλέως Παιρισάδου φιλομήτρος καὶ βασιλίσσης Καμασαρύης τῆς Σπαρτ[ό]κου θυγατρὸς φιλ[ο]τέκνου [καὶ] Αργότου τοῦ ̉Ι[σάν]θου βασ[ιλίσ]σης Καμασαρύης ἀνδρὸς »

qui évoque « Pairisadès (IV) Philométor, fils de Parisadès (III) avec sa mère Camasaryé, fille de Spartocos (V) et le second mari de celle-ci Argotos fils d'Isanthos ».

## Postérité
Après la mort de Pairisadès IV Philométor, la filiation de ses successeurs demeure imprécise et repose sur plusieurs hypothèses contradictoires :
- Pairisadès IV est le père de Spartocos VI, père de Pairisadès V[2] ;
- Pairisadès IV est le père de Spartocos VI et de Leucon III, l'un d'entre eux étant le père de Pairisadès V[3] ;
- Parisadès IV est directement le père de Pairisadès V[4].